# Spawn of Possession
Spawn of Possession est un groupe de death metal technique suédois, originaire de Kalmar. Formé en 1997, le groupe compte au total trois albums studio, Cabinet publié en 2003,  Noctambulant en 2006, et Incurso en 2012. Le groupe se sépare en 2017.

## Biographie
À ses débuts en février 1997, Spawn of Possession se compose de Jonas Bryssling (guitare), Jonas Karlsson (guitare) et Dennis Röndum (batterie). L'idée du groupe était de créer une musique brutale qui repousserait les limites du death metal. Après trois ans à interpréter des reprises, le groupe enregistre sa première démo, The Forbidden. Après l'enregistrement, le groupe trouve son bassiste Erlend Caspersen. Un an plus tard, le groupe va enregistrer sa deuxième démo, Church of Deviance et en décembre 2001, Spawn of Possession signe un contrat avec le label Unique Leader Records.
En juin 2002, après six mois de composition, Spawn of Possession entame l'enregistrement de son premier album studio, Cabinet. Le groupe finit l'enregistrement aux Pama Studios avec le producteur et ingénieur Magnus Sedenberg (qui avait déjà travaillé sur leurs démos). L'enregistrement de Cabinet se déroule bien et le groupe obtient le résultat espéré. Une tournée s'organise par la suite, avec pour commencer quatre semaines en Europe avec Disavowed, Vile, Inhume et Mangled. Une deuxième tournée, en Amérique du Nord, durant six semaines suit avec Severed Savior, Pyaemia et Gorgasm. Spawn of Possession comptabilise un total de 27 concerts cette année-là,. Après sa tournée américaine, Spawn of Possession participe à une autre tournée, le festival No Mercy, avec des groupes comme Cannibal Corpse, Hypocrisy, Kataklysm, Exhumed, Vomitory et Carpathian Forest. Après cette tournée, le groupe joue en été dans des festivals comme Fuck the Commerce (Allemagne), Stonehenge (Norvège), Grind You Mother (Italie) et Mountains of Death (Suisse).
Le 24 octobre 2005, le groupe signe au label Neurotic Records. Le successeur du premier album est Noctambulant, enregistré en juillet 2006 pour Neurotic Records. En 2009, Christian Muenzner et Matthew Chalk rejoignent Spawn of Possession.
L'année 2011 marque, outre la sortie du prochain album courant de l'automne, la signature du groupe au label Relapse Records. En janvier 2012, Spawn of Possession révèle la liste des titres et la date de sortie de son prochain opus. Le 13 mars 2012, avec trois nouveaux membres, Spawn of Possession publie son troisième album, Incurso, bien accueilli par la presse spécialisée. Il est enregistré aux Pama Studios de Kristianopel, avec l'ingénieur-son Magnus « Mankan » Sedenberg. Il se vend à près de 700 exemplaires à sa première semaine aux États-Unis. L'album débute 63e des Billboard Top New Artist Albums (Heatseekers).
En 2017, le groupe annonce sa séparation citant un manque de temps et de motivation dans la préparation d'un nouvel album.

## Influences
Spawn of Possession est influencé par plusieurs groupes de genres comme le death metal et la musique classique. Selon leur page Myspace officielle, ils sont influencés par des groupes comme Death, Monstrosity, Nocturnus, Morbid Angel, Suffocation, Cannibal Corpse, Gorguts, Dismember, Edge of Sanity, et Carcass, et de musiciens comme Jean-Sébastien Bach, Sylvius Leopold Weiss et Dmitri Chostakovitch.

## Membres

### Derniers membres
- Dennis Röndum – batterie (1997-2006), chant (1997-2006, 2010-2017)
- Jonas Bryssling – guitare rythmique (1997-2017), basse (1997-2000)
- Christian Münzner – guitare solo (2009-2017)
- Erlend Caspersen – basse (2009-2017)
- Henrik Schönström – batterie (2010-2017)

### Anciens membres
- Jonas Karlsson – guitare solo (1997-2008), basse (1997-2000)
- Niklas Dewerud – basse (2000-2007)
- Matthew Chalk – chant (2009-2010)
- Jonas Renvaktar – chant (2003-2009)
- Micke Petersson – chœurs de session (2000-2001)
- Richard Schill – batterie (2008-2010)

## Discographie
- 2003 : Cabinet
- 2006 : Noctambulant
- 2012 : Incurso